# Protocolo de mapeamento de portas NAT
Os protocolo de mapeamento de portas NAT (NAT-PMP) do inglês NAT Port Mapping Protocol, é um protocolo de rede para estabelecer configurações de conversão de endereço de rede (NAT) e configurações de encaminhamento de porta automaticamente sem esforço do usuário.